# メッサーシュミット Bf110
Bf 110
第4夜間戦闘航空団（NJG4）所属のBf 110
- 用途：戦闘機、夜間戦闘機、偵察機
- 分類：駆逐機
- 設計者：ウィリー・メッサーシュミット
- 製造者：

  - バイエルン航空機製造社（~1938）
  - メッサーシュミット社（1938~）
- 運用者： ドイツ空軍
- 初飛行：1936年5月12日
- 生産数：5762機 - 6,150機
- 運用開始：1937年
- 退役：1945年
- 運用状況：退役

Bf 110（Messerschmitt Bf 110 ）は、ドイツのメッサーシュミット社で開発され、第二次世界大戦において運用された双発レシプロ重戦闘機または多用途機。
ドイツ空軍では当初「駆逐機」(Zerstörer)と称されており、「駆逐航空隊」に配備されていた。

## 概要
1939年の第二次世界大戦開戦後より活躍するがバトル・オブ・ブリテンでイギリス空軍により大きな損害を被り、戦闘機同士が戦う制空戦闘機としての価値は激減した。だがその後も双発が故の大きな積載力や火力と航続距離を生かして対地支援・哨戒、夜間戦闘機の主力として活躍。後継機になるはずであったMe 210の開発失敗もあり、敗戦直前の1945年2月まで生産が続けられ、総生産機数は5,700機以上にのぼった。
なお、メッサーシュミット社製の機体であるためMe 110と呼ばれる場合もあり、飯山 (2004) によればそれが正式でもあるのだが、前身であるバイエルン航空機製造時代に開発が始まった機体はBfを冠するのが(少なくとも)日本では慣例であるため、本項ではこれに倣う（Bf 109#名称 も参照）。
ルドルフ・ヘスが1941年5月10日、イギリスに単独飛行する際使用された戦闘機でもある。

## 開発
1934年秋、ドイツ空軍は当時世界的に流行の兆しを見せていた、爆撃機に随伴してこれを護衛でき、敵迎撃戦闘機を制圧、あるいは強行突破し強行偵察や地上攻撃を行い得る多目的長距離双発戦闘機(重戦闘機)を求め、"戦略重戦闘機開発仕様書"を発行し、空軍大臣ヘルマン・ゲーリングにより最優先開発機種として指定した。
この戦闘機の概念はゲーリングにより「駆逐機」(ツェアシュテーラー / Zerstörer)と命名された。駆逐機は長距離を飛行する燃料を搭載し、そして長距離を飛行するが故に航法士を要することから、また十分な武装を積載したいことから、双発かつ乗員は複数とされた。
要求仕様書は7社に配布され、フォッケウルフはFw 57、ヘンシェルはHs124、バイエルン航空機製造（のちのメッサーシュミット）はBf 110を提出し、3機で競争試作が行われた。双発機は単発機の2倍の馬力を持つため速度面で優位性があり、さらに燃料を多量に積載できるため航続力でも有利、重武装化も可能と考えられたのである。
要求性能は、最高速度は高度6000mで400km/h、上昇速度は高度6000mまで15分、航続距離は330km/hで2000km以上、前方に20mm機関砲2門を装備しさらに後方に防御用旋回銃塔に7.92mm2門、爆弾倉装備、と言うものであった。飯山 (2004) によれば、さらに三座機。これは当時の基準としては相当に厳しいものである。
Fw 57はDB600(910馬力)を装備、全幅25m、全長16m、総重量8300kg、最大速度404km/h、乗員3名と言う双発爆撃機に匹敵するサイズの機体を作り上げ、1936年5月に初飛行した。Hs 124はJumo210C(640馬力)を装備し、Fw 57よりは小型の、全幅18m、全長14.5m、総重量7200kg、最大速度435km/h、乗員3名の機体を用意、前方武装も動力旋回砲塔とし、1936年4月に初飛行した。両機とも乗員は3名。空軍の要求通り、電動銃座も備えていた。
だがバイエルン社は違った。メッサーシュミット技師は空軍からの要求を無視または軽視した。「最小の機体に、最強のエンジン」と言うBf 109の設計コンセプトを踏襲し、戦闘機としての性能を重視。DB600(910馬力)を装備し、全幅16.8m、全長12.6m、総重量5700kg、乗員2名にまとめ上げ、1936年5月に初飛行した。前掲の2機種と比較するとその小型さがわかる。また、エンジンナセル、胴体、主翼などどことなくBf 109の面影が見え、或いはBf 109と機体設計の概念が共通している部分が多くあり、まるでBf 109を双発化した様な威容の機体と仕上がっている。要求された爆弾倉は装備せず、尾部銃座も簡素なものを1門備えただけである。ただしさすがにBf 110は設計要求と内容が違いすぎ、空軍内でも賛否両論が巻き起こった。そんな中、ウィリー・メッサーシュミットは政治力を発揮した。交友関係にあったエルンスト・ウーデットにより航空機委員会に圧力をかけ、Bf 110の試作も認可されることとなったと言った経緯がある。しかしさすがにこれだけ機体のサイズが違えば、Bf 110の運動性の優位は明らかである。と言うよりは他の2社の機体は巨大すぎ、戦闘機としての適性を著しく欠く物であった。一方のBf 110の方については、最高速度に至っては、当時のBf 109Bをも上回る509km/hまたは510km/hを発揮しさえしている。飯山 (2005) によれば、ゲーリングはこの機体を大いに気に入り、「我が鋼鉄の横っ腹」などとBf 110を大いに持ち上げ、逆にBf 109を武装の少ないか弱い戦闘機と評し、また優秀なパイロット候補生をBf 110に回すなどしたという。なお試作機であるV型では運動性能の不足、離着陸時の主翼の振動などが指摘されている。
こうしてBf 110が採用され、最初の量産型であるA型が発注されたのである。もっともこの時点ではまだDB600エンジンの生産は進捗しておらず、Jumo210B(610馬力)を搭載したA型、Jumo210Gを装備したB型が少数生産されたにとどまっている。エンジンの出力低下などの理由によりA-0型の最高速度は430km/hにまで低下してしまった。その後も結局DB600の搭載は行われずDB601が搭載されることとなったが、それを装備した本格的な量産型C型が生産されはじめたのは1939年1月末からのことである。なお、本機は後継機となるはずであったMe 210の開発の失敗により、1945年に至っても45機が生産されるなど、ほぼ大戦全般を戦い抜いた機体である。
本機はバトル・オブ・ブリテンで単発戦闘機との満足な空戦が行えなかったため低い評価を受けがちであるが、その実、約6000機近くが生産され哨戒、地上攻撃、そして夜間戦闘機としてなど、各地で大いに活躍した、ドイツ空軍にとってなくてはならなかった機体であり、軍用機としては成功作と評価できるとの主張もある。ナチス政権上で発生したエーリヒ・ハルトマンやゲルハルト・バルクホルンなどのエースパイロットの多くは本機を使用していなかったが、一方でBf110による夜間戦闘任務で敵重爆撃機など121機を撃墜したエースパイロット、ハインツ＝ヴォルフガング・シュナウファー少佐なども存在する。
シュナウファーは夜間撃墜数121機、うち114機が4発重爆撃機である。彼は敵軍にもその名を知られ、出撃基地の名から「サン・トロンの幽霊」と渾名されたという。
なお、Bf110全体の生産数は諸説があり、田中らおよび矢吹らによれば合計で5873機。野原&田中または野原によれば6150機。松葉によれば5762機、青木 (1995) によれば6170機。おおよそ6000機前後である。

## メカニズム
Bf 109の「最小の機体に強力なエンジン」のコンセプトを踏襲したと言われている。全金属製セミ・モノコック構造で、機体は2人乗り、一般的な尾輪式で、左右の主翼に1発ずつのエンジンと、オーソドックスである。しかし垂直尾翼については、後方機銃の射界を確保するため、双垂直尾翼式とした。主脚間は4588mm+-20mm。車輪は地面と垂直ではなく、若干の逆ハの字状となっている。発動機間隔は4612mm。最高速度は後述する様に、初期の量産型であるC型で540-560km/h程度である。
主翼は直線のテーパー翼で、前縁スラットを備えたもの。試作機および初期量産型では全幅16.8mであったが、C型以降の量産型においては全幅は約16.2m(出典は後述)で、面積は38.4m2。
胴体についてもBf 109と同じく量産性・生産性に配慮し、左右に分割して組み立てたものを最後に結合する、さもプラモデルのモナカ方式のような製作手法が採られている。
キャノピーについては、E型 - F型までは正面の防弾ガラスは57mm、G-2型以降は90mm厚のものを採用した。操縦手の箇所は、左右と上後方に開く構造になっている。後部席については、上部が前方にスライドするが、G型以降は上方に開くかたちになった。なお、操縦席は最初から操縦手、無線手、銃手の3名用に設計されており、夜間戦闘機となるまでは無線手と銃手を一名が兼任し、2名体制であった、つまりすし詰めの夜間戦闘機仕様が正規の状態であったとする文献もある。
燃料は内翼に4つのタンクを持っており、合計で1260リットルを搭載(C-4/B)。航続距離は900km程度である。

### 武装
固定武装(機関銃・機関砲)については、B型からF型にかけては機首上面にMG 17 7.92mm機関銃4門 (弾数各1000発) + 機首下面にMG/FF (弾数各180発、のちにMG 151)20mm機関砲を2門装備と言うものが標準的であったが、後期版には様々なバリエーションがある。例えばG型では機首上面には7.92mm機関銃に代わって30mm MK 108 機関砲2門が装備されることが多かった。さらには胴体下面にも同じくMG 151 20mm機関砲2門や30mm機関砲またはBK3.7 37mm機関砲を装備することさえできた。なお胴体下面の武装と爆弾懸吊用ETC500ラック(日本語では爆弾架とも；本項では「ラック」に統一する)は排他的装備である。G-4型などは基本的に戦闘爆撃機ではなく夜間戦闘機であり、爆弾ラックが装備されることはほとんどなかった。なお、少なくとも夜間戦闘機部隊では、機首の武装の選択についてはある程度パイロットらの裁量に任されていたらしい。
その他、両翼には20mm機関砲や、300リットルの増槽が装備可能。また後述する様に夜間戦闘機型にはMG/FF20mm機関砲2門または30mm MK108 機関砲2門のシュレーゲ・ムジーク(日本で言うところの斜銃･上向き銃；直訳すると「ジャズ」)が搭載されたものもあった。
なおBf 110のような双発機は単に武装（すなわち機関銃/機関砲など）の積載量が多いだけでなく、機首に装備されたそれは翼に装備するより命中率が高い、機首にプロペラを擁していないためそれに発射タイミングが制限されることがなく(プロペラ同調装置を参照)、機首に装備した機関銃・機関砲を高速度で連射することができ、単位時間辺りの弾薬投射量が大きい、などの利点もある。
命中率についてやや詳述すると、翼銃は発射時にまた通常数百メートル先で弾道が交差/収束するようにやや内側に向けて装備されるのだが、その距離以外では弾道が広がるため敵機に集弾しにくい。なお通常は50m - 100mなど、できるだけ接近してから射撃を行いたいため、このような調整では実際のところは弾幕射撃となることも多い。また翼銃は翼が捩れるなどするため命中率が劣り、命中率の点でも機首への機関銃/機関砲装備は有利なのである。
なお、後方機銃は7.9mm MG15 機関銃(弾数750発)。G-2型から、MG81連装機銃(弾数800発)となった(後述)。
武装については#対爆撃機・#夜間戦闘機の節でも触れる。

## 実戦

### 白作戦とファニー・ウォー
ドイツ空軍はそれまでは「重戦闘機」という機種があったが、1939年5月からは、これは「駆逐機」と呼ばれる様になった。1939年9月に第二次世界大戦が始まった時、ドイツは10個駆逐飛行隊を所持しており、Bf110の本格量産型であるC型は1939年1月より生産がはじまったが、9月の開戦時にはまだ配備数は少なくわずか3個飛行隊のみで、あとの7個飛行隊にはBf109が装備されている状態であった。
ポーランド侵攻ではその時のBf 110の全力となる第1「駆逐航空団」第I飛行隊、第1教導航空団第I飛行隊、第76駆逐航空団第I飛行隊、の保有する102機(稼動機は90機；C型を基幹とし一部B型)が投入され、ポーランドの装備する旧式機を相手に第1教導航空団第I飛行隊が撃墜30機を報告し、第76駆逐航空団第I飛行隊が撃墜31機を報告し19機が確認されるなど、相応の活躍がみられたようだ。任務は地上部隊とJu-87の支援であった。北部戦線で活動した第76駆逐航空団第I飛行隊は最初の1週間で31機の撃墜を報告し、19機が確認されている。第1教導航空団第I(駆逐)飛行隊はこの戦役で撃墜確実30機を報告した。一説によればこの飛行隊の戦果は、白作戦に参加したあらゆる戦闘機隊の中で最大のものである。なお、この戦役では小回りの利く敵戦闘機PZL P11cとの格闘戦に巻き込まれないよう、「クライム・アンド・ダイブ」という戦術が編み出されたという。また別の文献によれば、格闘戦に引き込まれないよう、速度性能を生かし一撃離脱に徹して戦果を挙げたという。
西部戦線では1939年12月18日にドイツ本土へ飛来した英軍ウェリントン爆撃機22機に対し、Bf109と共同でこのうち11機乃至は17機を撃墜する戦果を挙げるなどしている(ドイツ湾の戦い)。

### スカンジナビア侵攻
1940年4月のスカンジナビア侵攻には当初Bf110-Cが計64機(実働55機)投入された。ただしノルウェーにまで侵攻したのは第76駆逐航空団第I飛行隊(32機、実働29機)のみで、第1駆逐航空団第I飛行隊はデンマークにとどまった。ノルウェー侵攻のため本機にはより長大な航続力が求められ、胴体下面に1050(または1200)リットルの巨大な増槽を装備し、さらに尾部に救命ボートを装備した長距離型、D型が生産された。主な任務は輸送機Ju52や爆撃機の護衛・さらには洋上哨戒などであった。ノルウェー作戦全体およびその後2ヵ月の合計では、Bf110の損失は20機強であった。
この戦役では著名な撃墜王・ヴェルナー・メルダースの弟であるヴィクトール・メルダース中尉が単独でデンマーク第4の都市であるオールボーを占領すると言う椿事が発生した。彼は飛行隊の宿舎を探すことを命じられこの町の近郊の飛行場に愛機を着陸させ、ヒッチハイクの末に町に入ったのであるが、その間に、この町の占領を命じられていた降下猟兵部隊を追い越してしまっていたのだ。彼は単独で町に入り、高級ホテルの接収を済ませていた。

### 西方電撃戦
1940年5月よりのフランス侵攻(西方電撃戦)でも、フランス軍を相手にBf110はまだ威力を発揮した。1940年5月17日時点で西部戦線に配備されていたBf110は318機、稼動機は219機である。だがダンケルクなどで行われた英空軍の一線級戦闘機との戦いではやはり不利を強いられ、無視出来ない損害を被った。ただしこの時点でもまだ、Bf 110も十分に戦闘機として健闘していたようだ。ただし、ダンケルクの戦いでは英空軍のスピットファイアが多く投入され、多くの損害を強いられた。結局、6月3日の英軍の撤退までに、Bf 110は60機の損害を受けた。だがフランスの完全制圧までに、さらに半ダース程度の出血を強いられ、さらに5機が、領空を侵犯したとして、中立国であるスイス空軍のBf 109Eによって撃墜されてしまった。ここまでのBf 110の活躍は当時の同盟国である日本陸軍の山下奉文らによる視察団により日本にも情報がもたらされ、同じ双発複座戦闘機である屠龍の開発の参考とされた。
なお、ポーランド侵攻以来歴戦の第1駆逐航空団第I飛行隊は、1940年6月22日に夜間戦闘機部隊に回されており、バトル・オブ・ブリテンには参加しなかった。

### バトル・オブ・ブリテン - 制空戦闘機としての失敗
1940年7月10日、ドイツは英本土上陸作戦に先立つ英本土上空の制空権獲得作戦、バトル・オブ・ブリテンを開始する。この時点で西部戦線に配備されていたBf 110は315機、実働は242機であった。
苦戦しながらもバトル・オブ・ブリテンの第一幕、ドーバー海峡の制空権確保はなった。だが8月13日からのイギリス本土の制空権を得る本格的な侵攻作戦、「アドラー・ターク」で、Bf110は大損害を強いられる。
すなわち、Bf110は所詮は双発機である。単発戦闘機の軽快性には敵わない
。出撃のたびに英戦闘機(スピットファイアなど)の迎撃により多大な損害を受け、爆撃機を護衛するはずだったBf110がさらにBf109の護衛を必要とする様な状況に追い込まれる。具体的には「アドラーターク」発動初日の8月13日には13機を、15日にはわずか一日で、1個飛行団の全滅にも等しい数である30機ものBf110が失われた。
なお、この日は第5航空艦隊によってノルウェー方面から21機のBf110D(航続距離を伸ばすため後部銃座を撤去していたとも言う)とHe111が奇襲的に出撃しているが、7機が撃墜され、これは二度と実行されることがなかった。さらに16日には8機。17日には25機を喪失した。
最早Bf110は対戦闘機戦闘にはまともに使用できないことが、明らかとなった。8月18日以降、Ju87と共にBf110の出撃機会は激減するものの損害は相次いだ。なお一部部隊、すなわち210実験隊では500kgの爆装が可能なC-4/B型を用い、戦闘機としてではなく、高速戦闘爆撃機として運用され、レーダーに察知されない低空侵入で、港湾攻撃やレーダーサイトの攻撃を行った。ただし損害も大きかった。
結局バトル・オブ・ブリテンの終了までに、ドイツ空軍は実働237機のBf110を投入し、223機を失った。
ただしこれについては異論もある。『週刊エアクラフト』No.183によれば、高度6700m以上では事実上Bf110は「不死身」と言ってもいい状態であり、その性能は完全にハリケーンを上回り、上昇力についてはスピットファイアMk.Iさえも上回っていた。また急降下からのズーム上昇を繰り返す一撃離脱攻撃は効果的であった。確かにこの戦役でBf110は多くの損害を被ったが、その損害はほとんど例外なく、低高度・中高度での爆撃機護衛任務中のことであり本来得意とする戦法が採りづらく、もともと格闘戦には向かない双発重戦闘機が低速・低高度飛行中を軽戦闘機に襲われたらこれはひとたまりもないと言うわけである。なお、同じ不利は、(同じく一撃離脱向きの機体であった) Bf109も被っていたという。
なおBf110は教導部隊の開発した「防御円陣」(またはデス・サークル)と言う戦法を持っていた。先の西方電撃戦までは活躍した戦法であり、全ての駆逐機パイロットハンドブックにも記されていた戦術である。これは複数のBf110が連なって円を描く様に飛行する陣形であり、各機のパイロットおよび前方機銃と、その前の機の後方機銃の連携が密に取れるものであった。この戦法には一定の効果があり、また囮ともなりえるため、爆撃機の護衛と言った観点からは成功した意味もあるようだ。ジョン・ウィールによれば、英軍パイロットたちは、Bf110はあっと言う間に輪を作ると述べていたとある。なおゲーリング国家元帥はこの戦術を「攻撃円陣」と呼ぶように指導したが、パイロットたちの反応は冷たい物だったという。飯山 (2003) によれば、防御円陣を作ったBf110は隙を見て戦場を離脱することが多かったといい、また前後のBf110が同士討ちすることもあったという。
なお、フランス侵攻の数週間前、ちょっとした諍いから、Bf110とBf109で模擬空戦が行われた事があった。一対一の対決であったが、結果は言うまでもなく、Bf109の完勝であった。またユーゴスラビア侵攻でのベオグラードおよびサラエボ南方における戦闘では、ユーゴスラビア空軍のBf109Eと戦闘になり、4機を撃墜したと報告したものの、少なくとも5機を失っている。
渡辺 (2002) によれば、この駆逐機としての失敗が響いたせいか、1941年に入ってからBf110の生産は落ち込み、2 - 3月に月産100機台だったものが、9月からしばらくは月産10機台となった。1942年3月以降には回復傾向を示し、月産30 - 60機にまで回復した。
ただし後述する様に、敵戦闘機の重大な脅威のない地域では、Bf110は良い戦果をもたらした。

### 戦闘爆撃機
Bf110は制空戦闘機・長距離護衛戦闘機としてはバトル・オブ・ブリテンでの失敗で否定されたが、腐っても戦闘機であり双発機としては高速を誇り、哨戒や船団護衛任務であればもちろん従来通り運用することができた。そもそもBf110は仕様段階で爆弾懸吊が検討されていた機体であり、戦闘爆撃機としての運用は言わば当然のことである。210実験隊ではBf110C-4/BやBf109E-4/Bを用いた戦闘爆撃機戦術の研究が行われていた。
また、後継機となるはずであったMe210の開発失敗もあり、E型、F型、そしてG型の一部はこの後も永く北アフリカやバルカン半島で戦闘爆撃機として使用された。C型でもC-4/B、C-7という爆装可能な型があったが、E型は最初からETC50ラック(爆弾懸吊装置)を装備し、強力な爆装が可能な仕様となっている。1940年10月から実戦に投入され、東部戦線、地中海、北アフリカ戦線で活躍した。
1941年6月のバルバロッサ作戦では、Bf110は第26駆逐航空団の2個飛行隊78機(稼動機51機、C型およびE型)と、中央軍集団所属の第210高速爆撃航空団第I,第II飛行隊(機数不詳)が全てであった。『ドイツ空軍全史』によれば全機種合わせて3904機、うち双発戦闘機102機である。またプライス (1971)によれば、双発戦闘機は90機である。
その年の冬には第26駆逐航空団はドイツ本国に引き揚げるが、地上攻撃でかなりの戦果を挙げたと言う。1943年7月のクルスクの戦いでは、17機が参加したが戦局にはあまり影響を与えなかったようだ。
1942年の遅い時期、ソ連軍の戦車に対抗するため、レヒリーンで対戦車実験戦闘隊 (Versuchskommando für Panzerbekämpfung) が創設された。この部隊にはJu87G (BK3.7 37mm機関砲を両翼に装備)、Ju88P (75mm砲を装備) のほか、やはりBK3.7を胴体下面に装備したBf110も第110対戦車中隊に配備されたが、あまり良い結果は得られなかった。
地中海及び北アフリカ戦線でもBf110は活躍した。第26駆逐飛行団第III飛行隊は1940年末、シチリア島へ派遣され、哨戒や船舶攻撃、そして自軍船舶の護衛を行った。1941年半ばには連合軍の反撃に備え第8、第9中隊が北アフリカに移動し、ドイツアフリカ軍団が守勢に立たされていたクルセーダー作戦を支援した。その結果両中隊はドイツおよびクレタ島への撤退を強いられるほどの損害を被り一時は第7中隊のほんの半ダースの戦力しか持たない状態で最後の攻勢であるエル・アラメインの戦いを支援した。第7中隊も消耗するが1942年5月には再集結を果たし、1943年5月に最終的にドイツアフリカ軍団は壊滅し北アフリカから撤退するものの、その時まで任務を全うした。

### 対爆撃機
1943年7月から、Bf110はドイツ本土の迎撃に回された。
前述の通り、Bf110は標準武装で20mm機関砲2門、7.92mm機関砲4門と、比較的強力な武装を持っている。さらに双発であるため積載量に余裕があり、前述の通りBK3.7 37mm機関砲やさらに50mm砲を搭載することもできれば、胴体下面にガンパック（ガンポッド）を取り付けさらに両翼下に空対空ロケット弾を2発ずつ装備しその上に増槽まで装備して敵爆撃機に対する迎撃任務を行う事もできた。
英空軍は初期には昼間爆撃を試みていたが、1939年12月18日に22機で侵入したウェリントンのうち、実に15機が失われるなど甚大な被害を出し、夜間爆撃を志向する様になる。ドイツへの昼間爆撃は1942年7月以降、アメリカ第8航空軍によって実行されることとなった。
昼間迎撃戦でのBf110の活躍はそう長くは続かなかった。1943年12月下旬には、米爆撃機の護衛に第二次世界大戦最優秀戦闘機とされるP-51が投入されたからである。1944年2月20日には迎撃に出た13機のBf110のうち、実に11機を喪失、3月16日にはアウクスブルクで第76駆逐航空団43機が迎撃を行い、26機が撃墜され、10機が不時着した。Bf110は最早、昼間戦闘機として活躍できる余地は無かった。なおこの頃には後継機のMe210の改良型、Me410が登場し、やっとのことで機種更改が進んでいたが、新鋭機をもってしても状況はあまり変わらず「駆逐機」と言うコンセプト自体が破綻していた。ただし1945年2月まで第26駆逐航空団がMe410でノルウェーの沿岸パトロールを続けていたなどの例は残る。

### 夜間戦闘機
開戦直後から英空軍による散発的な夜間爆撃はあったが、1940年5月15日、99機の英軍爆撃機がドイツの重工業地帯、ルール地方に対し、本格的な夜間爆撃を決行する。ゲーリングは防空への自信を内外へ喧伝していたが、開戦時のドイツの防空陣容は88mm 高射砲2600門、37/20mm対空機関砲6700門、探照灯300基であった。
本格化する英軍の夜間爆撃に対し、ドイツ空軍は夜間戦闘機の配備と増強を行なった。しかし、新規の専用夜間戦闘機を開発してもすぐに間に合うはずもなく、現行の機体を充てるしかなかった。
レーダー管制・無線管制・夜間航法などを伴う夜間戦闘は当時の単座戦闘機では困難で、通常は何名かの同乗者を必要とする。
開戦時には探照灯や聴音機を頼りに旧式機であるAr68やBf109の旧型などがこの任務に回されていたが、1939年末頃までにはドイツ空軍が唯一持つ双発戦闘機Bf110が夜間戦闘機として転用されることとなり、本機が以後、夜間戦闘機の主力となった。また本機は双発ゆえに既に述べているが比較的重武装が可能であり、また航続距離、すなわち滞空時間が長いため上空待機や追撃も容易で、夜間戦闘機としては、単発機には無い多くの利点があった。また、戦闘機相手には運動性が不足していたBf110であったが、爆撃機を相手にする分には必要十分な運動性を持っており、問題とはならなかった。
しかしながら、英空軍は大戦後期にはボーファイター、モスキート（本来は双発爆撃機。有用な多用途機として夜間戦闘機型も運用された）で爆撃機編隊を護衛し、これら敵夜間戦闘機との交戦も考慮に入れる必要があり、特に1944年以降は重大な脅威となった。さらに英空軍はドイツ空軍より進歩した機上レーダー・・・マイクロ波を利用し、空気抵抗の大きな巨大なアンテナを要せず機首内のパラボラアンテナで賄えるもの・・・を備えていた。そのためか英空軍夜間戦闘機との戦いでは、ドイツ空軍夜間戦闘機は苦戦を強いられた。
1940年6月22日には本格的な夜間戦闘機部隊、第1夜間戦闘航空団が2個飛行隊規模で発足した。第I飛行隊は3個中隊編成(12機×3 + 本部小隊4機)でBf110Cを装備、第II飛行隊は同じくBf109Dを装備していた。直後7月1日には戦闘航空団は通常の3個飛行隊規模に拡大、従来の第II飛行隊は第III飛行隊となり、第II飛行隊は新たに双発爆撃機を重武装に改造した夜間戦闘機、Ju88C-0/C-1/C-2型2個中隊およびDo17の夜間戦闘機型であるZ-7またはZ-6夜戦型、およびZ-10「カウツ」(Kauz, フクロウまたはミミズクを装備していた。後述するシュパナーを搭載していることからこの名称になった)に1個中隊に機種変更されている。さらに7月17日には、今後複数の夜間戦闘航空団を統括する可能性を見越し、ヨーゼフ・カムフーバー大佐を指揮官とし、その上部組織となる夜間戦闘師団もオランダのツィーゼに創設され、機材調達等の円滑化のほか、探照灯・レーダーなど地上施設などとの連携も緊密に行えるようになった。なお、航空団の初の戦果は恐らく7月9日、また初の夜間公認撃墜は7月20日である。
とはいえ当初利用されたC, D(D-1型を除く), E型は、機体を黒く塗りつぶし消炎排気管を採用した程度で専用の装備も無かった。また本機の不足を補うため、Do17、Do215、Do217、Ju88などの双発爆撃機が夜間戦闘機に改造され、運用されることとなった。
なおドイツのレーダー開発は1934年から開始されており、開戦当時、最大120km先の敵機を判別できる基礎的な警戒レーダーフライアを実用化し北海沿岸に8基を設置していたが、初期の頃は英軍も昼間爆撃を選択していた。ただしこれは敵機の高度は判別できないものだった。
1940年に入るとドイツも新型の迎撃レーダー「ヴュルツブルク」(ウルツブルグ)の量産を開始、夏頃には本格的な配備が始まっている。だが機上レーダーの開発は遅れ(英国はこの点は進んでおり、開戦前に既に配備されていた)、当初はヴュルツブルクで発見、または英軍爆撃機の主要な経路に前進配置した探照灯で敵の侵入を補足し夜間戦闘機が攻撃、これから逃れた敵機をさらに主要施設や都市に配備した探照灯で捕捉し夜間戦闘機が攻撃するという「明るい夜間戦闘」であった。これはその後、フライア1基とヴュルツブルク2基に指揮室等を組み合わせた「ヒンメルベット」システムに発展し、敵爆撃機と自軍夜間戦闘機の位置を把握し、地上から空中の夜間戦闘機を管制できるようになる。これはフライアが敵爆撃機を発見し、ヴュルツブルク2基が敵爆撃機と味方夜間戦闘機をそれぞれ補足し続け、地上から無線で誘導し会敵に導くものでもので、レーダーを3基も用いながら初期には各一機ずつ、その後にも2 - 3機の夜間戦闘機を誘導できるものでしかなかったが、探照灯無しでの夜間迎撃システム「暗い夜間戦闘」の嚆矢となった。ただしそれほど精度の高いものではなく、最後の接敵は肉眼頼みであり、時として探照灯の助けを必要とした
機上レーダーが開発される以前の1940年には赤外線暗視装置「シュパナー」を装備した。これには赤外線サーチライトを併用するアクティブ型であるI型と、敵機の排気炎や翼灯を感知するパッシヴ型であるII - IV型があり、主にDo17で、その他Bf110D/E型でも使用されたが、I型はさも望遠鏡のような形状で視野が狭く実用的でなく、II型も敵機がエンジンの排気管を消炎管にすれば感知困難になるなど、戦果には寄与しなかった。
なお1940年9月にはJu88/Do17装備の第1夜間戦闘航空団第II飛行隊を第2夜間戦闘航空団第I飛行隊へと編成替えし、航続力を生かして英本土の夜間飛行場攻撃に充て、元の第1夜間戦闘航空団第II飛行隊はBf110を装備した。10月には新たにBf110基幹の1個飛行隊規模の第3夜間戦闘航空団が設置された。これは1941年11月までには3個飛行隊規模に拡大する。
第2夜間戦闘航空団へもBf110の1個中隊が配属された。この中途半端な状態は翌1941年11月に2個中隊が増設され第II飛行隊として成立するまで続く。
おおよそこの時期にはBf110が夜間戦闘機の主力であり、生産された機体の6割が夜間戦闘機として用いられた。またDo17は性能が低すぎ(夜間戦闘機型は11機で生産中止)、Ju88は数が少なすぎた。またBf110が最も優速でもあった。

。
1941年初頭には195機の夜間戦闘機を保有していた。そしてイギリスから遅れること2年、1941年7月、ドイツのテレフンケン社はついに対空機上レーダー、FuG202「リヒテンシュタインBC」を開発する。探知距離は200 - 3500m、探知角度は30度、周波数は490MHz、出力1.5キロワット。外見上は、送信アンテナ・受信アンテナが4本ずつ装備されたアンテナ支柱が機首から4本突きだしているかたちであり、アンテナは合計32本であった。
夜間戦闘機はこれを装備することにより、ヒンメルベットで誘導された後の接敵が容易になった。だがこのレーダーは距離・方位・上下を表示する3つの陰極線管(CRT)を注視しクルーが解読するもので、読解及び操作は相当に高度な技術が必要とされるものであった。当初はDo215で実戦テストされ相応の結果を出したが、量産が成るのはまだ先のことであった。なお、渡辺 (2002)によれば、1941年に来襲した英空軍爆撃機は述べ27000機強、うち損失1089機、夜間戦闘機隊の戦果は421機である。またこの年、Bf110は874機生産され、ほとんどが夜間戦闘機部隊に回された。
1942年初頭には夜間戦闘機は約250機ないし367機が配備されていた。1942年にはさらに夜間戦闘機部隊の増強は進み、合計で11個飛行隊が活動していた。うちJu88/Do17を装備し地中海で長距離夜間戦闘に当たって居た第2夜間戦闘航空団を除いた全てが、Bf110を装備していた。この時期にはシュパナーを搭載したBf110Eなども配備されていたが、本格的な夜間戦闘機型としてF-4型が投入されたのもこの時期である。これは後期型ではリヒテンシュタインレーダーを装備していた。なお年末までにはさらに合計で5個飛行隊が増強されており、12月には5個航空団、16個飛行隊(うち2個飛行隊は地中海)、375機という体制であった。英軍の夜間爆撃は激化しており、5月から6月にかけては一晩に約1000機を動員した飽和爆撃が行われ、以降も200 - 300機の大編隊による爆撃が繰り返される。
1942年2月以降、Bf110にも徐々に機上レーダーFuG202の装備が進んでいったが、前述した取り扱いの難しさに加え、重量の増加と「有刺鉄線」と呼ばれた巨大な機首アンテナの装備により増した空気抵抗により速度が低下し、従来のヒンメルベットに慣れた搭乗員には、当初はあまり好評でなかった。Bf110の場合、40km/hまたはそれ以上速度が低下した。1942年、ドイツ夜間戦闘機部隊の戦果は780機であり、うち691機(そのうち4機は昼間の撃墜)がドイツ本土方面の戦果であった。
1943年7月までにはFuG202の普及率は80%に達し、6月からは性能はほぼ同等ながら機内装備を簡略化したFuG212「リヒテンシュタインC-1」の配備もはじまる。探知距離は200 - 3500m、周波数は420 - 480MHz。野原 (2006a) によれば、アンテナも簡略化されている。
1943年初頭にはBf110が310機、80機がJu88、10機がDo217、合計400機の夜間戦闘機が配属されていた。1943年初夏にはDB605B(1475馬力)を装備したBf110G-4が登場し、以後は主力の座を担う。本来2名だった乗員の間に割り込むかたちでレーダー手が乗り込み3名となってしまい、機体内は身動きがとれないほどであったという。G-4型は1945年2月まで、1850機が生産された。各主翼に懸吊された300リットルの増槽(B2仕様)と機首の30mm機関砲(R3仕様)は標準装備に近い物であったらしい。なおこの頃からは長距離夜間戦闘専門だったJu88やDo217も通常の夜間戦闘部隊に加わってくる。
また、武装としてシュレーゲ・ムジーク(斜銃)が採用されつつあった。一般的に英爆撃機は後方防御火力は強力であるが下面は防御火力が低い。故にこの位置から攻撃をかけたいが、上昇しながら通常の前方機銃で攻撃してしまっては、十分な命中弾を与える前に離脱機動を取らねばならず、弾量・命中率共に不満である。ならば後下方を同航飛行し、斜め上を向けて装備した機関銃を思う存分(実際には数秒であるが)撃ち込めば良いではないか、と言うのがこの兵器のコンセプトである。
これは1942年秋 - 末頃から実験されており、1943年9月までに18機を撃墜したとの報告により制式化され、Bf110を含む多くの夜間戦闘機に装備された。ちなみに角度は65 - 78度程度。この兵器は旧日本軍でも用いられていたが、それに比べてかなり垂直に近いものである。ベテランパイロットにはあまり評判が良くなく、従来の攻撃法を好んだとする文献もある。
英軍は1943年7月からウインドゥの使用を開始する。具体的にはレーダーを撹乱する金属片を大量にばらまくと、それぞれが電波を反射しレーダーにはまるで大編隊がそこにいるように見える。英軍の場合、両面に錫箔を貼った紙を使用した。当初はヒンメルベットシステムを対象に長さ27cm、幅2cmのものが用いられた。少数機同士を誘導すると言う特性上ヒンメルベットはこれで無力化されてしまう。また機上レーダーFuG202もウインドゥの影響下にあり、接敵が困難になった。このため従来の「明るい夜戦」の発展形である「ヴィルデ・ザウ」(Wilde Sau) 戦法が開発され、英軍爆撃機に対抗する。
それと同時に、ヴィクトール・フォン・ロスベルク大佐により、ツァーメ・ザウ（ザーメ・ザウ、Zahme Sau、飼い慣らされた猪）という新戦術が開発された。渡辺 (2002) によれば、英軍爆撃機編隊の出動に関連する電波を傍受し、当日の天候などを合わせて敵の爆撃目標を推定し、警戒レーダーにより実際に侵入を察知した後は、索敵部隊が幅20 - 30km、長さ200 - 300kmに及ぶ英爆撃機の大編隊に接触し、その動向を逐次司令部に報告する。各夜間戦闘機部隊はその情報を元に予め会敵予想空域で敵編隊を待ち伏せ、目視で敵編隊に襲いかかるのである。また従来各夜間戦闘機隊はそれぞれが管区を持っておりそれに拘束されていたが、この新戦法では数百機にもおよぶ敵爆撃機の長大な帯を自由に襲撃でき、そして反復攻撃を加え続けられるシステムとなった。なおこの場合ヒンメルベットシステムは、ただの警戒レーダーに落ちぶれてしまう。この戦術は1943年7月30日に承認された。
これら新戦術は敵の爆撃目標を推定すると言う要素が存在するなどするため、例えば攻撃側は陽動や囮を用いる余地があり迎撃戦果が司令部の判断に大きく依存してしまう嫌いがあるものの、従来のヒンメルベットシステムより効果的であったとされ、その効果のほどはすぐに現れた。英爆撃機隊は1943年8月17日のペーネミュンデ爆撃では597機中41機(6.8%)を、1943年8月23日から9月4日にかけての3回のベルリン空襲で計125機(7.5%)の爆撃機を失った。この戦術は終戦まで継続された。
1943年9月には新型機上レーダーFuG220「リヒテンシュタインSN-2」の量産が開始され、配備されはじめた。これは波長が3.3mと長いレーダーで、さらに周波数を37.5 - 118MHzまで3段階に切り替えられることから、英爆撃隊の使用す
るウインドゥの影響を受けにくかった。最大探知距離も4000m、範囲は左右120度、上下100度と、性能は格段に向上している。ただし低周波を用いたその代償としてアンテナは従来より大型化し、「鹿の角」と呼ばれるようなものとなった。
なお1944年には英軍機の装備しているH2S地形表示レーダーを100km先から探知するFuG350「ナクソスZ」、後方警戒レーダー「モニカ」の電波を探知するFuG227「フレンスブルク」も実用化され、アクティブ、パッシヴ両面での探知が可能となった。なお、1943年末時点でのドイツ夜間戦闘機の配備機数は627機、稼働機数は421機であった。
また、地上の「ヴュルツブルク」にはドップラー効果を応用し、飛行し続ける敵爆撃機と散布後はその場で舞い散るだけのウインドゥを識別する「ヴュルツラウス」、および機体よりの反射波とウィンドウからの反射波の差を音で表す装置「ニュルンベルク」が追加され、ウインドゥ対策としている。
Bf110は1944年春にはドイツ空軍夜間戦闘機部隊の約6割を占める主力機であり、最盛期である1944年2月には630機、または1944年5月には580機が配備されていた。だが1944年、長く夜間戦闘機の主力を担ってきたBf110に転機が訪れる。主力の座をJu88に奪われてしまうのである。1943年の生産数はBf110が789機、Ju88が706機であったが、1944年には1397機に対して2518機と、大きく逆転してしまったのだ。また実際の部隊配備機数でも1944年7月にはJu88が674機、Bf110が558機と、逆転してしまっている。渡辺 (1980)は、FuG220の「鹿の角」を装備し重量と空気抵抗が増した上にその他電波装備やシュレーゲ・ムジークまでも装備したBf110G-4d/R3は485km/hしか発揮し得ず、英爆撃機に対して優速ではなくなったことが主要な原因としている。ただし野原 (2009) によれば、G-4型の速度は510km/hである。
その点大型のJu88は速度低下の度合いも比較的低く、胴体への上下および後方警戒用アンテナの装備さえも可能で(G-7型からは標準装備とされた)、さらにエンジンのパワーアップで補い、Bf110より優速を保ち得たのである。Ju88G-1はBMW801エンジン(離昇出力1700馬力)を装備し胴体下面に20mm機関砲を4門装備、シュレーゲ・ムジークも装備可能で、高度6000mで520km/hを発揮できた。さらにG-6ではJumo213A(離昇出力1750馬力)を装備し、野原 (2006a) では540km/h (6000m)を発揮したとされている。Ju88は戦況の悪化による爆撃機型の需要低下もあり2000機以上の生産を見る、Bf110G-4に代わる主力夜間戦闘機となった。
なお、最終的にはBf110にもFFO社FuG218「ネプトゥーンV/R」が搭載されている。探知距離は120 - 5000mであり、波長は157 - 187MHz。従来は4本独立していたアンテナが1本の支柱から分岐するかたちに改められたため、野原 (2006a) によれば空気抵抗も低減したらしい。また、CRT表示がカラー化され、読解が行いやすくもなっている。単座用のものと複座用のものがあり、Bf110には複座用のものが装備された。1945年には出力を2.5kWから20kWに増強し、さらに周波数の可変域を拡げ、アンテナも小型化したFuG228「リヒテンシュタインSN-3」が開発されたが、完成品はただの10基であった。
そして1944年以降、連合軍による精油施設、人造石油工場などの対する爆撃の激化により、燃料事情は急激に悪化する。実戦はもちろんのこと訓練に回せる燃料も少なくなり、さらに燃料が単発戦闘機へ優先的に回され、さらに通信網やレーダーの破壊・占領などの理由から、夜間戦闘機の活動は低下の一途を辿った。例えば1945年2月13日のドレステン空襲には、わずか27機での迎撃しか行えなかった。ただし機体の増産自体は順調で、1944年12月には1355機と、予定配備機数以上が配備されていた。そのような状況下でも1945年2月21日夜にはデュースブルクを目標とする450機の敵重爆撃機を129機が迎撃し、爆撃機を護衛するモスキートの妨害にもかかわらず、わずか4機の損失で62機を撃墜する戦果を挙げたことは特筆するに値する。

## 各型

### 原型機
V1の初飛行は1936年5月12日。V2は1937年1月14日から実用審査がはじまり、V3型は1936年12月24日に初飛行を行い、初めてMG17 7.92mm機関銃4丁の武装がテストされた。DB600 (950馬力) を双発で装備し、509km/hを発揮した。

### A型
V型を元にした量産型であるが、本命であるDB600エンジンの開発・生産が遅れていたため、暫定的にJumo210B(610馬力)を搭載した型である。4機のみ生産された。ラジエータはエンジンナセル下に配置。B型より機首が短く、キャノピー形状が異なるなどの外観的差違がある。『週刊エアクラフト』No.183や飯山 (2003) ではA-0型とされている。前方武装は機首上面に7.92mm機銃4丁および後方旋回機銃。V型に比べエンジン出力が大きく低下したため、速度も430km/hにまで低下した。

### B型
生産性や整備製の問題からDB600の搭載は諦められ、発展型のDB601を搭載することになったが、それの開発もまだ間に合わず、A型と同じく暫定的にJumo210GまたはGa(670馬力または700馬力)を搭載したタイプである。従来の7.92mm機銃4丁に加え、機首下面に20mm機関砲MG/FFを2門搭載した。キャノピーと機首は再設計され、機首の延長に伴い空力特性が向上した。さらに垂直尾翼も増積され、エンジンの出力向上に伴いラジエーターも大型になっている。2機のB-0型のあと、1938年7月には戦闘機型のB-1、偵察機型のB-2、武装を撤去した練習機型のB-3、というサブタイプがあったが、45機のみの生産にとどまった。実際にDB600を搭載した機体もあったとする文献、またはそういう説があったとする文献もある。なお、航続距離を1715km、実用上昇限度を7954mとする文献もある。

### C型
1939年1月末登場した。エンジンを待望のDB601A（離昇出力1175馬力；実用段階となったのは1938年末頃である）に換装し、それに伴いエンジンナセルが再設計された。ラジエーターを主翼下面に移し主翼幅を短縮して速度性能を高めた本格量産型である。「ケーザー」という愛称がある。最高速度は539km/h - 545km/hにまで向上した。航続距離は高度4200m、350km/hで1100km、増槽装備で1410km、生産機数は537機であった。
C型はプロトタイプであるC-0が10機生産されたのち、C-1からC-7まで7タイプが生産された。
C-1は通常の駆逐機型、C-2型は通信機をFuGIIIaからFuG10に変更したタイプである。C-3型は20mm MG/FF機関砲を、改良型に変更したものである。C-4型は搭乗員を護る9mmの防弾甲板を追加したタイプであるが、250kg爆弾2発を装備できるETC500/IXbラックまたはETC250ラック二つを装備し爆装可能なサブタイプ、C-4/Bもあった。C-4/B型での爆装は250kg × 2 の、500kgであったようだ。また野崎 (1993) では、このC-4/B型では爆装による重量増に対応するため、96オクタン燃料を使用し更にブースト圧を向上させ、最大出力を1200馬力に向上させたDB601/Nにエンジンを換装したとする。C-5は20mm機関砲を撤去し大型航空カメラRb50/30を装備した偵察型である。従来、写真偵察には双発爆撃機であるDo17PまたはZ-3が多く用いられていたが、飛行性能が格段に優れるBf110への置き換えが進んだ。野崎 (1993) では、C-4/B登場後は、同様にDB601Nエンジンを搭載したC-5N型が登場したとしている。
C-6型は20mm機関砲を撤去し、代わりに対地用の30mm機関砲、1門を装備している。C-7型はDB601Nを装備し、爆装可能なタイプで、降着装置を強化し500kg爆弾×2、合計1000kgの爆装を可能としたものである。『週刊エアクラフト』No.183によれば、胴体下の爆弾懸吊ラックはETC250ラック2つからETC500ラック2つに変更されているが、野原 & 田中 (1998)によれば、C-4/BもC-7も、爆弾ラックはETC500/IXbである。
なお、C-4が登場した辺りから、機体最後部に救命筏が搭載する例が見られるようになった。

### D型
長距離型で、長距離駆逐機(Langstrecken Zerstörer)と呼ばれた。1940年4月にはノルウェー侵攻のため本機により長大な航続力が求められ、長距離型であるD型が生産されることとなった。愛称は「ドーラ」。なお機体自体はC型とほぼ同等であり、C型とは並行して生産されており、生産ラインも共通であった。ただ最終工程において、増槽の装備などを行ったのみである。後方銃座に若干の仕様変更がみられるとする資料もある。
Bf110C-3を改造した先行量産型のD-0および最初の生産型であるD-1/R1では胴体下面にそれと一体化した「ダックスフンドの腹」と呼ばれる1050リットルまたは1200リットルの巨大な合板製増槽を装備し、さらに尾部に救命ボートを装備した。
この増槽は内部では4つのタンクが内蔵されていたが、空気抵抗は大きく飛行特性が悪化し、しかも燃料が中途半端に減少してからの運動性がひどかった。タンクの中で燃料が動き回り、タンク内でガソリンは気化。コックピットはガソリン臭が充満し、さらに常に火災の危険があり、空中爆発を起こしたこともあった。このため改良型も含め、増槽を胴体に直接装備する方式はD-1/R1型までで廃止された。
また野原 (1993b) では、この増槽の搭載のために機種下面の20mm MG/FF 2門を撤去せねばならず、実戦には不向きで有ったと評されている。
続くD-1/R2では、問題の多かったダックスフンドの腹を廃止し、飯山 (2003) によれば胴体下に一つ、または両翼に合計2つの、野崎 (1993) や野原 (1993b) によれば両翼に合計2つの900リットル増槽を装備できた。
なお、少数のD-1/U1には、夜間戦闘用に「シュパナー」暗視装置(後述)が装備された。これが専用の夜間装備を施した初のBf110であると言う。またD-1/R2は上記の増槽を撤去し胴体下に900リットルの増槽を通常のかたちで懸吊するようにしたもの。
D-2型は1941年春に登場、両翼に増槽を懸吊可能で、胴体下にはETC500ラック2つを装備し爆装可能な戦闘爆撃機型。
両翼の増槽は300リットルのものに縮小されたと言う文献が多いが、900リットルのものも装備できるとする文献もある。
D-3型も同じく1941年春に登場した長距離型で、エンジンをDB601Nとした上でさらに胴体に76リットルの潤滑油用増槽も装備可能とし、900リットル増槽2つを懸吊し2600kmの航続距離を誇った、船団護衛型、または長距離艦船哨戒機型である。また、やはりオプションでETC500ラックを装備し、爆装も可能である。D型はノルウェー方面だけでなく、地中海方面でも活躍した。

### E型
1941年春からはDB601N(離昇出力1175馬力)を搭載し、C-7で装備されたETC500/IXbラック(500kg爆弾2発)の他に主翼下面に小型爆弾用のETC50/VIIIdラックを装備した、正式な戦闘爆撃機型、E型が生産された。E-1型はカタログスペックで最高速度540km/h乃至は548km/hを発揮した。エンジンは換装されたものの、機体自体の改良は若干の防弾装備向上と各部の補強のみにとどまっている。そのほか機首に7.92mm MG17機関銃のための冷却用と思われる空気取り入れ口が設けられている。また、以降の型には防塵装備を施すなどした、砂漠戦用のTrop仕様もある。
爆装は最大で500kg爆弾2発、50kg爆弾4発の合計1200kgまで可能。500kg爆弾2発の代わりに900リットルの増槽を装備することもできた。なお、夜間戦闘機として利用される場合には両翼下に300リットル増槽を懸吊することが一般的だった。
全備重量は約900kg増加。それに伴い主脚も強化され、タイヤも直径875mmのものから、935mmのものに大型化された。E-1型は通常のタイプであるが、シュパナー暗視装置を装備したE-1/U1、乗員を追加したE-1/U2と言う夜間戦闘機型、胴体下面のラックをETC1000に改め、1000kg×2の爆装を可能としたE-1/R2がある。
E-2型は尾部を延長し救命筏を装備したもの、E-3型は機首下面の20mm機関砲を撤去し代わりにカメラを搭載した偵察機型であり、両翼に300または900リットル増槽を装備できた他、機体の両側に7.92mm機関銃を装備している。また、各タイプに亜熱帯型のTrop仕様がある。

### F型
1942年2月頃から1943年にかけて、E型と並行して生産されたF型はDB601F(1350馬力)を装備したもの。エンジンナセルは再設計され、スピナーはMe210から流用した大型のものとなっている。このエンジン換装は相次ぐ改修によりエンジンの馬力が不足したためという。またテスト型のF-0型は、エンジン周り以外はE型と同等の機体である。
F-1型はエンジン以外はE型と大差無く、爆装は従来通りETC500ラックとETC50ラックを用いる。従来の爆弾の他にもETC500ラックには小型焼夷弾または破片弾を散布するAB500を2発、ETC50ラックにはSD2爆弾を散布するAB24を左右各2発装備することが可能である。野崎 (1993) によれば、コクピット正面に57mmの防弾ガラスが装備された(これは既存のD型、E型にもレトロフィットされた)。そのほか、この時点でキャノピーの側面は35mmの防弾ガラス、コクピット前方と左右には12mmの装甲甲板、後方には8mmの装甲隔壁が装備され、さらに後方銃手用に8mmの装甲甲板、キャノピー上方は57mmの防弾ガラスが装備されていた。
F-2型は胴体の爆弾ラックを撤去した駆逐機型で、のちに対空ロケット弾W.Gr21を両主翼に各1発懸吊した機体もあった。
F-3は偵察機型であり、仕様はE-3型に準ずる。
F型は全タイプで速度性能に優れ、563km/h乃至は570km/h(いずれもF-2型)程度の速度を発揮した。野崎 (1993) でも563km/hとされており、その高度は5360m、実用上昇限度は10840m、航続距離は1200kmである。

#### F-4型
1942年夏より納入されはじめたF-4型は夜間戦闘機型であり、両主翼の300リットル増槽装備架が標準装備となったほか、垂直尾翼の増積がみられる。この機体は機首下面の武装が、文献によって少々異なる。
機首下面の20mm機関砲は野原&田中によれば従来MG/FFであったが、より高性能のMG151に換装されている。『週刊エアクラフト』No.183では、機首下面の20mm MG/FFをMK108に換装可能としており、MG151への換装は後述するF-4aで行われている。野崎 (1993) では、換装はF-4aで行われたとしている。MG151に換装された型では、その弾数は左舷300発、右舷350発と大量に搭載されている。
更に渡辺 (1980/2002)では、野崎 (1993) および胴体下面に30mm機関砲2門を追加とされており、『週刊エアクラフト』No.196では30mm MK108機関砲搭載棚が取り付けられたとされている。野原 (2009) では特に言及されていない。
機首上面の7.92mm機関砲4門は30mm MK108機関砲2門に変更することが可能であった。シュレーゲ・ムジークも装備可能で、これはF-4/U1またはF-4V1と呼ばれる。田中ら (2006)によれば、シュレーゲ・ムジークを装備したのは1943年夏からである。
後期1942年夏にはFuG202レーダーを装備したが、例外的なものである。
これはBf110 F-4aと呼ばれ、1943年を通して生産されたと言う。
重量はF-2型の7200kgから9300kgと大幅に増加し、また空気抵抗の増加もあり、最大速度は高度5600mで510km/hまたは500km/hに低下した。またこの速度低下には、Bf110を夜間戦闘機仕様とするための排気火炎減衰装置によるエンジンの性能低下も一因であるとする説もある。この装置はエンジンの耐用時間も減少させ20時間くらいで弁は故障し、焼き付きや火災は日常茶飯事と言った始末で、乗員の独断で撤去されることもあったという。

### G型
1943年に登場した、DB605B(1475馬力)を装備したタイプ。導入後しばらくはエンジントラブルに悩まされ、解決には1944年夏頃までの期間を要したと言う。1943年秋以降はGM-1出力増加装置が装備されることが多かった(G-4/U7)。夜間戦闘機型のG-4型では夜戦用装備やレーダーアンテナ、さらにクルーの増員により、飛行性能は低下している。また機体前部の重量増加に対応するため、大型のトリムタブが装備されている。特に夜間戦闘機として活躍した。なお、後期製造型では方向舵が増積されている。
本来であれば1941年から順次新型機であるMe210に生産が切り替えられているはずであったのだが、メッサーシュミットはこれの開発に失敗、やむなくG型としてBf110の生産が続けられることとなった。キャノピー正面の防弾ガラスは従来の57mmから90mmに強化され、コクピットも前後と下面に5 - 10mmで装甲。後部の連装機銃もMG81Z 7.92mm連装機関銃に強化されている。その他キャノピー後半部の再設計などが行われた。G-0は1942年夏または末までに完成した増加試作/先行量産型で、以下G-1型は通常の戦闘爆撃機型であり、野崎 (1993) によれば、機首の20mm機関砲は従来のMG/FFからMG151に換装されている。G型初の本格量産型にあたるG-2も戦闘爆撃機型であるが垂直安定板が変更され、主脚も補強されている。また、各種の野戦転換ユニットが用意され、従来より格段に柔軟な運用ができるように配慮されている。各機関銃・機関砲の装備弾丸数は7.92mm機関銃4丁が各1000発、20mm機関砲が各650発、後方機銃が800発(1門あたりか合計かは不明)となっている。なお、野原 & 田中 (1998)ではG-1型には触れられておらず、最初の生産型はG-2であるとしている。G-3型は偵察機型であり、機首武装は7.92mm機関銃4丁のみだが、これをR-3仕様、すなわち30mm機関砲2門に代えたものもあった。また、胴体下面に20mm MG151機関砲(弾数350発。門数不明)を後ろ向きに装備していたとする資料もある。そしてG-4が夜間戦闘機型である。G-4型の生産開始は1943年1月。

#### G-4型
夜間戦闘機であるG-4では、シュレーゲ・ムジーク(斜銃)を装備する際には、20mmMG/FF2門(G-4/R8仕様)か、30mm MK108機関砲2門(G-4/R9仕様)が用いられた。前述の通り、夜間戦闘機仕様ではレーダー手が乗り込み、乗員は3名となっている。また敵爆撃機を長時間待ち構えるため両主翼下に300リットルの増槽を懸吊することも多かった(B2仕様)。
なお、G-4型は主に装備した機上レーダーの違いによってa/b/c/dの4つのサブタイプに分類される場合がある。この場合はBf110G-4b/R3、などと記される。そうでない場合は、その機体に装着されたオプションキットを並べて、Bf110G-4/R3/B2/M2、などと言った表記になる。
G-4型にも機上レーダーが搭載され、初めてFuG202を搭載した機体はG-4/U5とされた。のちに新型のFug212を搭載されたものはG-4/U7とされている。
1943年の秋から、機上レーダーFuG212がBf110 G-4の標準装備となる。これをBf110 G-4aと呼んだ。なお、青木 (2005) によれば、FuG212は最初は小型のアンテナであったがこれはG-4aではなく、機首から4本のアンテナが突き出した状態になったものをG-4aと呼ぶとしている。
G-4bはFuG220とFuG212を併用した状態のもの。
44年初頭に登場したG-4cではFuG220の改良によりFuG212は廃止された。
G-4dはFuG220のアンテナを空気抵抗の小さな物に変更したタイプであり、他の箇所ほとんどG-4cと同一である。基本的にはR3仕様の状態で運用されたと言う。なお野原&田中 (1998) では、Fug220アンテナの後期型は空気抵抗が削減されているとされているが、G-4dの呼称との関連については触れられていない。
なおG-4 a-d型、各タイプのサブタイプとしては、青木 (2005) では、a型にはR1 - R3、b型にはR3 - R7、c型にはR3 - R4、d型にはR3が有ったとされるが、後述するオプションキットとの関連性については触れられていない。また、野崎 (1993) では、a型にはU1 - U3、b型にはR3,R6,R7、c型にはR3,R4,R6,R7、d型については特に触れられていない(が、レーダーアンテナ以外はc型とほぼ同一とされている)。またやはりオプションキットとの関連性については触れられていない。

#### オプションキット
G型はオプションキットが充実しており、また爆弾ラックの着け外しなども工場ではなく現地で行えるようになり汎用性は大きく向上した。どのタイプでも爆装のほか300リットル増槽×2・胴体下の20mmガンポッド・機首上面の30mm機関砲(事実上の標準仕様)・W.Gr42空対空ロケット弾2発などが装備可能であり、G-2/G-3型は胴体下面にBK3.7 37mm機関砲の装備も可能であった。そのほか、現地改修型として機首上面に20mm MG151機関砲を装備したものもあったらしい。

G-4型は1945年2月まで、1850機が生産された。これは、6000機程度と見られるBf110の総生産機数の1/3近くに及ぶ。
| Rüstsatz | 装備品名                                                                                        | 対象サブタイプ |
| -------- | ----------------------------------------------------------------------------------------------- | -------------- |
| R1       | BK3.7 37mm砲×1 (胴体下面)。弾丸72発。胴体下面のETC500ラックと機首のMG151機関砲2門との排他装備。 | G-2, G-3       |
| R2       | GM-1出力増強装置(重量約613kg、容量450kg、通常45分、緊急27分)                                    | G-4            |
| R3       | MK108 30mm機関砲×2 (機首上面) 通常装備の7.92mm機関銃4丁と排他装備。弾数各135発                  | G-2, G-3, G-4  |
| R4       | R-2仕様+R-3仕様                                                                                 | G-4            |
| R5       | R-1仕様+R-3仕様                                                                                 | G-2            |
| R6       | R-2仕様+R-3仕様                                                                                 | G-4            |
| R7       | 300リットル増槽×2 (外翼下面)                                                                    | G-2, G-3, G-4  |
| R8       | MG/FF 20mm機関砲×2 (シュレーゲ・ムジーク)                                                       | G-4            |
| R9       | MK108 30mm機関砲×2 (シュレーゲ・ムジーク)                                                       | G-4            |
| B1       | 増設潤滑油タンク (後部胴体下面)                                                                 | G-2, G-3, G-4  |
| B2       | 300リットル増槽×2 (両外翼下面)                                                                  | G-2, G-3, G-4  |
| M1       | MG151/20 20mm機関砲×2 (胴体下面)                                                                | G-2, G-3, G-4  |
| M2       | ETC500/IXb ラック (胴体下面)                                                                    | G-2, G-3, G-4  |
| M3       | ETC50/VIIId ラック (両外翼下面)                                                                 | G-2, G-3, G-4  |
| M4       | 同上                                                                                            | 同上           |
| M5       | W.Gr42ロケット弾×2 (両外翼下面、計4発)                                                          | G-2, G-3, G-4  |

#特記無き部分は野原 & 田中 (1998) 『エアロ・ディテール vol.21 メッサーシュミットBf110』 p.69 & p.74を出典とする。野崎 (1993) と矛盾するところは、より新しい資料である野原 & 田中 (1993)を優先的に記した。
その他、胴体下面のETC500ラック2つの代わりに、20mm MG/FF機関砲 2門を装備したパックを装備することや、外翼下面の300リットル増槽の代わりに合計4つのETC50/VIIIラックを装備可能。
野原 (1993c) ではBf110 G-2/M1/M5の写真が紹介されているが、この場合は機首の兵装は撤去したらしい。
また、同じくG-2/M5のケースで、機首上面の武装が撤去されている写真も紹介されている。

### H型
Bf110には、最後期に、DB605Eを装備したH型が少数生産されたとする文献も少なくない。日本語文献では田中ら (2006)、青木 (2005)、野崎(1993)のほか、古い文献であるが酣燈社航空情報編集部 (1963) によれば、H-2からH-4はG-2からG-4に対応しており、少数が生産され、G型、H型合わせて1943年に1580機、1944年に1525機が生産されたとされている。野崎 (1993) での記述でもやはり、エンジンの換装以外はG型とほぼ同一の機体であり、またほぼG型と同様のサブタイプがみられ、H-2型は後部胴体が補強され、脚部周りが強化され最大離陸重量が8.6tに増加したほか、垂直尾翼の強化その他細かい改修が加えられていたという。H-3型はG-3型の機首武装が30mm MK108機関砲 2門に変更され、H-4型はU-7(R-2仕様のGM-1を装備。G-4型にも存在)とU-8(従来の1060リットルに加え450リットルの燃料タンクを加え、オイルタンクも45リットルから90リットルに増加させた型。G-4/U-8は試験はされたが採用されてはいない)が生産されたとしている。
また三次資料 (名鑑) ではあるが、ムックハウス出版企画部 (2009) もH型が生産された説を採っており、『週刊エアクラフト』でも、No.183少数生産されたと記してあり、No.196には最後の量産機種として紹介されている。
H型の存在を明確に否定する文献としては野原 (2006a / 2009) があり、同書によれば、H型の開発を1943年12月、ゴータ車両製造に指示したものの、同社の工場が1944年2月に空襲により破壊されたため、H-4型に限定して開発が続けられたが、1944年11月にこれはキャンセルされたとしている。なおそのほかの参考文献に挙げた日本語文献では、H型の存在を明確に否定する文が掲載されているわけではないが、そもそもH型に言及さえしていないものも多い。

## 諸元
| 機体記号 | Bf110C-4                                                             | Bf110E-1                                                             | Bf110G-4                                                                              |
| -------- | -------------------------------------------------------------------- | -------------------------------------------------------------------- | ------------------------------------------------------------------------------------- |
| 全長     | 12.07 m                                                              | 12.07m                                                               | 12.07 m                                                                               |
| 全幅     | 16.276 m                                                             | 16.2m                                                                | 16.25m                                                                                |
| 全高     | 3.49 m(垂直尾翼先端まで) 4.02 m(三点姿勢)                            | 4.12m                                                                | 4.16m                                                                                 |
| 翼面積   | 38.4m2                                                               | 38.4m2                                                               | 38.40m2                                                                               |
| 機体重量 | 5,090kg                                                              | 5,200kg                                                              | 5.140 kg                                                                              |
| 全備重量 | 6,942kg                                                              | 6,925kg                                                              | 7,917 kg / 9400kg                                                                     |
| 発動機   | DB601A-1 (離昇出力1,100馬力) × 2                                     | DB601N×2 (1,200馬力)                                                 | DB605B-1 (1,475馬力) × 2                                                              |
| 速度     | 538 km/h (C-1,6000m) / 562 km/h(C-4,7000m)                           | 560 km/h (7000m)                                                     | 510 km/h / 547km/h (6940m)                                                            |
| 上昇限度 | 10,000m (C-1) / 9754m (C-4)                                          | 10,000m                                                              | 7,954m                                                                                |
| 航続距離 | 909 km / 1410 km (最大)                                              | 1400km                                                               | 1270 km / 900km、増槽装備で2090km                                                     |
| 主武装   | 20mm機関砲2門、7.92mm機関銃4門(前方固定) 7.92mm機関銃1門(後方旋回銃) | 20mm機関砲2門、7.92mm機関銃4門(前方固定) 7.92mm機関銃1門(後方旋回銃) | 20mm機関砲2門または4門 30mm機関砲2門または4門 7.92mm機関銃2門(後方旋回銃)(以上は一例) |
| 爆装     | C-4/B型では250kg×2                                                   | 500kg×2 または50kg爆弾×4 + 900リットル増槽(一例)                     | 500kg                                                                                 |
| 乗員     | 2 名                                                                 | 2 名                                                                 | 3 名                                                                                  |

※資料によって数値には差違があるが本項では以下の文献のデータを採用している。
- C-4型については特記無き限り松葉 (2009) pp.86-88を参照しているが、主武装は誤りであるとみられるため、一般的なものを採用している。なお野原 (2006)では、「C型」の全高を4.13mとしている。
- E-1型については特記なき場合田中ら (2006) に準拠(ただし航続距離は増槽込みの最大値と思われる)。飯山 (2005) もほぼ同じデータであるが、速度は548km/h。
- G-4型については同じく野原 (2006a) p.91に準拠。飯山 (2005) でもほぼ同じデータであるが、全備重量が異なる。最高速度が510km/hと低下しているデータについては機上レーダーのアンテナの空気抵抗や重量増による[246]。

## 現存する機体
- 番号はWerk Number(WkNr.)。
- 他にも現存する部品等が幾つかある。

| 型名         | 番号    | 機体写真 | 国名           | 所有者                       | 公開状況 | 状態     | 備考 |
| ------------ | ------- | -------- | -------------- | ---------------------------- | -------- | -------- | --- |
| Bf 110C      | 3115    |          | イギリス       | 不詳                         | 不詳     | 不詳     | |
| Bf 110C      |         |          | ノルウェー     | ノルウェー軍機コレクション   | 公開     | 静態展示 | |
| Bf 110D-0    | 3154    |          | ドイツ         | シュパイアー技術博物館       | 公開     | 保管中   | |
| Bf 110D-0    | 3869    |          | イギリス       | 北帝国戦争博物館             | 公開     | 静態展示 | |
| Bf 110F-2    | 5020    |          | ロシア         | 大祖国戦争中央博物館         | 公開     | 静態展示 | |
| Bf 110F-2    | 5052    |          | ドイツ         | ドイツ技術博物館             | 公開     | 静態展示 | |
| Bf 110G-4    | 60728   | 写真     | スウェーデン   | 不詳                         | 非公開   | 静態展示 | 60728号機を主としてその他機体の部品も使用して修復された機体。レプリカとされることもあるが、ほぼオリジナル部材で作られている。 |
| Bf 110G-4/R6 | 730301  |          | イギリス       | イギリス空軍博物館ロンドン館 | 公開     | 静態展示 | |
| Bf 110G-4    | 740055? |          | イギリス       | ロンドン帝国戦争博物館       | 公開     | 静態展示 | シュノーファー少佐機の左側垂直尾翼。                                                                                          |
| Bf 110G-4    | 740055? | 写真     | オーストラリア | オーストラリア戦争記念館     | 公開     | 静態展示 | 同少佐機の右側垂直尾翼。 |
| Bf 110?-?    |         |          | イギリス       | バンバラ城航空工芸博物館     | 公開     | 静態展示 | プロペラのみ展示。 |